# Bom Fim
Bom Fim é um bairro nobre na zona central da cidade brasileira de Porto Alegre, capital do estado  do Rio Grande do Sul, criado pela lei 2022 de 7 de dezembro de 1959. Em 2019 o bairro contava com: 11.593 habitantes, distribuídos por seus 49,5 hectáres, com uma densidade populacional de 23.420,00 hab./km². A taxa de analfabetismo do bairro era de 0,25%, acentuadamente menor que o índice geral de Porto Alegre que era de 3,86%. A renda média era de 7,2 salários mínimos por domicílio. O seu Índice de Desenvolvimento Humano Municipal é de 0,938, elevado em comparação o índice de 0,805 da cidade.

## Histórico
O Bom Fim teve origem no antigo Campo da Várzea, assim denominado popularmente. Ficava numa área pública de 69 hectares que servia de acampamento para os carreteiros e na qual permanecia o gado destinado ao abastecimento da cidade. O Campo da Várzea passou a ser conhecido como Campos do Bom Fim devido à construção da Capela Nosso Senhor Jesus do Bom Fim, iniciada em 1867 e concluída em 1872.
Até o final do século XIX não houve grandes alterações no local. Poucas casas velhas e algumas chácaras espalhavam-se na região. Todo o resto, segundo cronistas como Ary Veiga Sanhudo, "era bom mato, com excelente caça, onde inúmeras vezes encontravam seguro abrigo os escravos fugidos". Por ocasião de uma alforria coletiva promovida pelo Centro Abolicionista, para comemorar o feito, passou a chamar-se de  "Campos da Redempção", atual Parque Farroupilha. Após a abolição da escravatura, muitos libertos, sem ter para onde ir, instalaram-se na região.
Por volta do final da década de 1920, os primeiros membros da comunidade judaica começaram a se instalar ao longo da Avenida Bom Fim. O escritor Moacyr Scliar, que passou sua infância no bairro, em seu livro A guerra no Bom Fim, descreveu a vida dos moradores do bairro à época da Segunda Guerra Mundial, embora de modo fantasioso.
Algumas residências, pequenas lojas e oficinas deram início ao processo de povoamento efetivo do bairro. A diversificação desse pequeno comércio acompanhou o crescimento natural da cidade, vindo o Bom Fim a constituir-se como bairro residencial e comercial, com destaque para as lojas de móveis.
O bairro abriga algumas construções históricas como o prédio da Sociedade Italiana do Rio Grande do Sul, fundada em 1893.

## Judaísmo

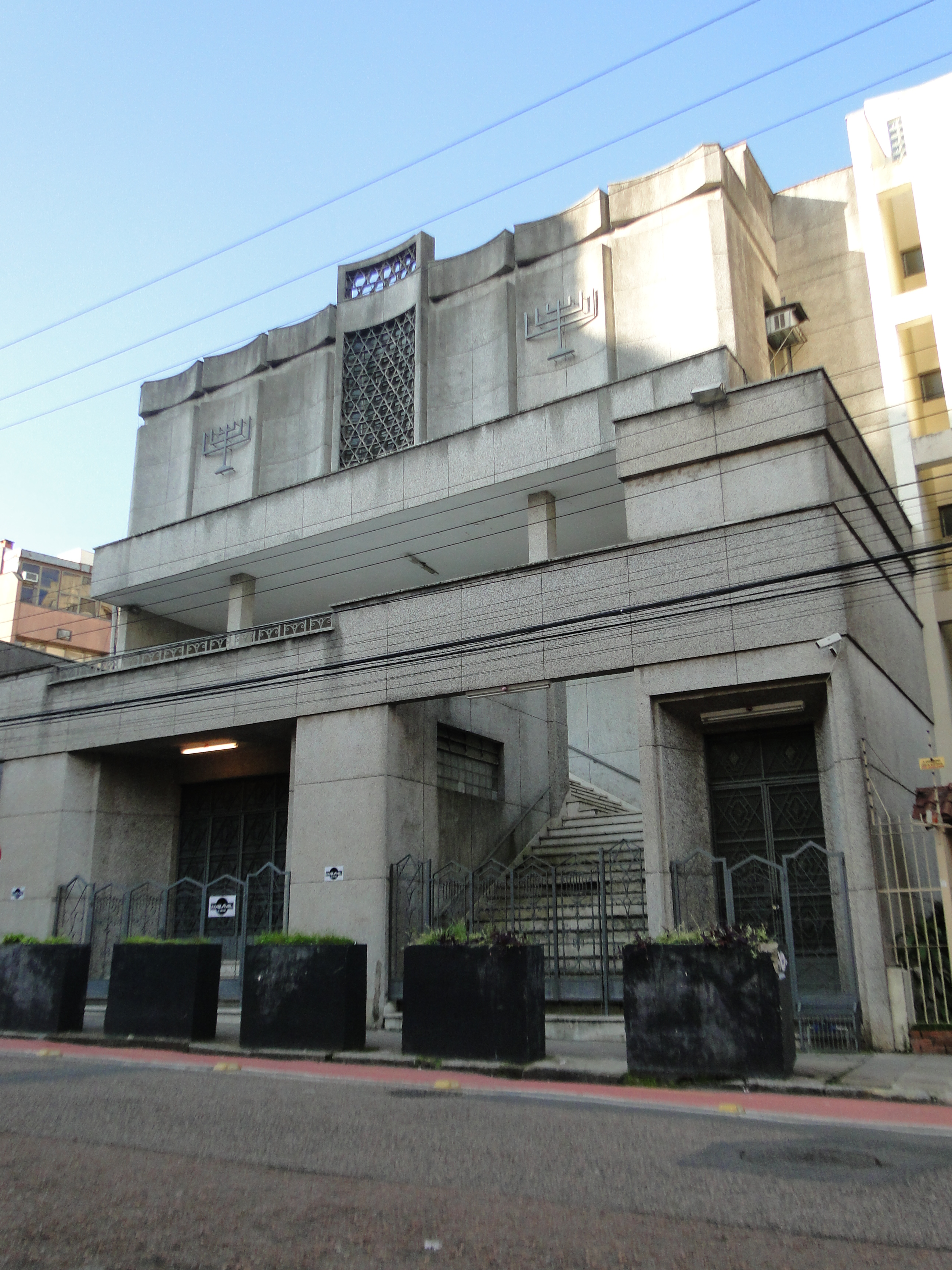
Sinagoga União Israelita de Porto Alegre

Apesar da atual diversidade de moradores, o Bom Fim permanece como símbolo da colonização judaica em Porto Alegre.
Localizam-se no bairro as sinagogas do Centro Israelita, da União Israelita, do Beit Lubavitch, e do Linat Hatzedeck. Além das sinagogas, há também a Sociedade Hebraica, a Federação Israelita do RS (FIRS), onde funciona o Museu Nacional das Migrações Judaicas.
Uma das sinagogas do bairro, a União Israelita de Porto Alegre, completou o seu centenário em 2010 e é uma das mais antigas do Brasil e também a quarta das Américas com atividades ininterruptas. A sinagoga, que fica na rua Barros Cassal abriga relíquias como uma Torá de 350 anos, em rolo natural, e uma coleção de talmudes impressos na Áustria em 1840.
Na rua General João Telles, 329, localiza-se o Instituto Cultural Judaico Marc Chagall, fundado em 1985, que possui um acervo de cerca de 45 mil itens, entre documentos, fotos, áudios, objetos e gravações, sobre a imigração judaica no estado. O presidente do Instituto, Nilton Wainer, argumenta que uma das peças mais raras é um livro de 1601, em alemão gótico, sobre a guerra entre judeus e romanos. Ele também afirma que o Instituto possui 600 horas de depoimentos gravados em áudio de imigrantes.

## Características atuais
Durante a semana, é um bairro nervoso e rápido em sua larga e extensa Avenida Osvaldo Aranha. Porém, aos sábados e domingos é um bairro bucólico, com ares de interior. Duas Feiras Modelo ocorrem semanalmente no bairro: às terças pela manhã na Rua Gen. João Telles  (entre Osvaldo Aranha e Henrique Dias) e aos sábados à tarde na Rua Irmão José Otão (entre R. João Telles e R. Santo Antônio). Também ocorre aos sábados a Feira Ecológica do Bom Fim que, apesar do nome, não está localizada neste bairro mas inicia no limite com o bairro Farroupilha, na esquina da Avenida Osvaldo Aranha com a rua José Bonifácio.

## Cultura e gastronomia

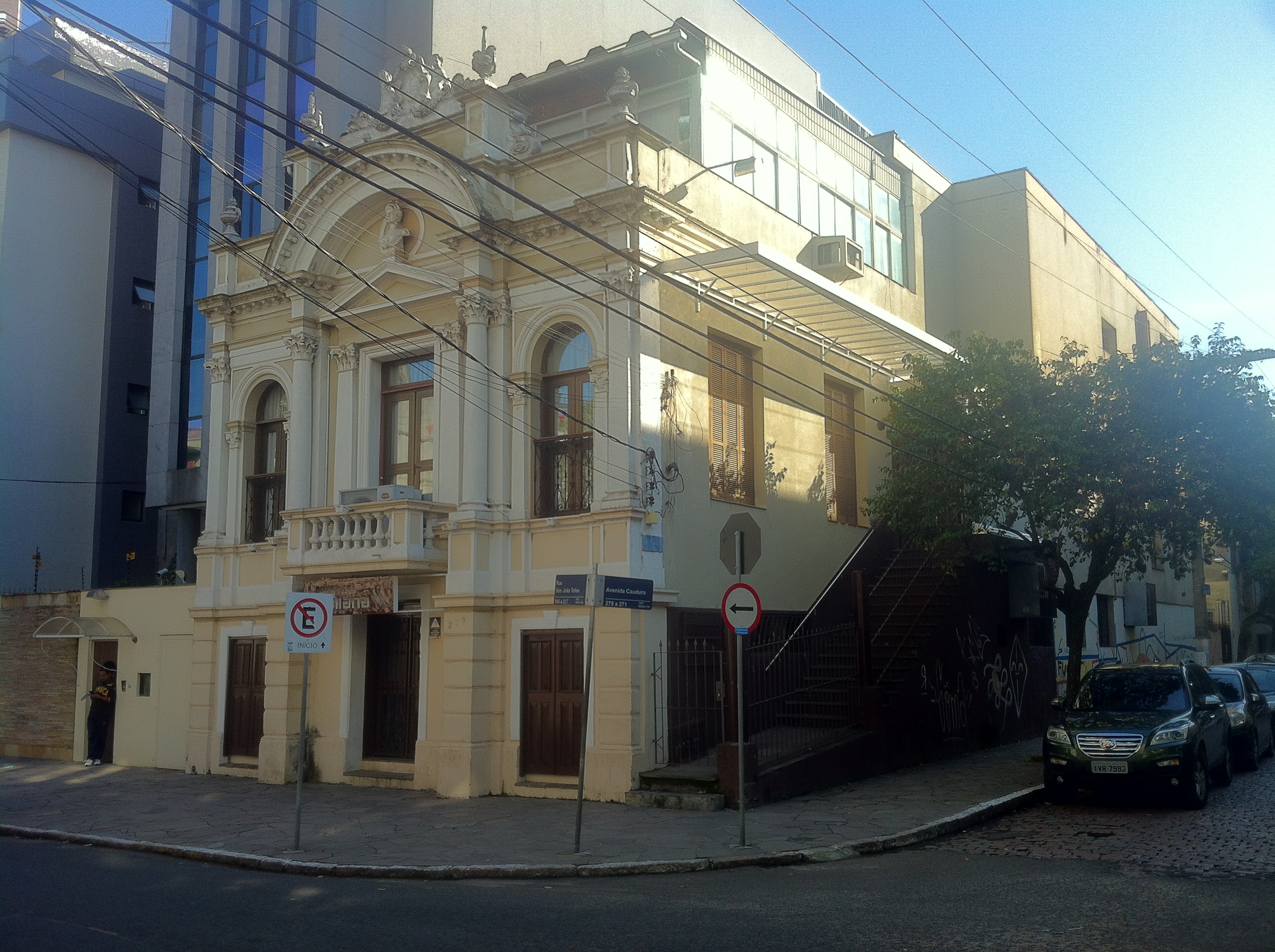
Sociedade Italiana do RS

Frequentado por trabalhadores, intelectuais e integrantes de movimentos alternativos e de contracultura, a atmosfera do bairro é efervescente e diversificada. Nele ou em seu entorno se situam cafés, livrarias, universidades, escolas, capelas, sinagogas e espaços culturais como a Sociedade Italiana do RS, o Tablado Andaluz, e o Bar Ocidente, tradicional casa noturna e espaço cultural criado em 1980 e que promove intensa agenda de shows, festas, peças teatrais e saraus literários. Outro espaço que merece destaque é a Lancheria do Parque, ponto de encontro de boêmios, artistas e intelectuais da cidade.
Algumas tradições ainda são mantidas no bairro, como duas Delicatesses especializadas em produtos kosher e em produtos para pratos típicos da culinária judaica: a Sabra (com produtos mais sofisticados) e a Lechaim (com uma maior variedade de produtos de conveniência). No entanto, espaços tradicionais foram destruídos pela especulação imobiliária como o Cinema Baltimore que, em 2004, foi demolido para lugar a um canteiro de obras. Essa mesma demolição também atingiu o Bar João, que ficava ao lado do Cinema Baltimore e que havia sido imortalizado na canção "Deu Pra ti", sucesso de Kleiton e Kledir. O bairro já foi cantado por músicos como Nei Lisboa, em sua canção "Berilm, Bom Fim", e Vitor Ramil em "Ramilonga".
O bairro foi tema de um documentário de 2015 dirigido por Boca Migotto, que trata do período em que o Bom Fim foi cenário de efervescência no cinema, no teatro e na música. O longa-metragem percorreu da Esquina Maldita, reduto boêmio dos anos 1970, à curva da José Bonifácio, onde ficava o bar Escaler, frequentado por uma multidão que ali se aglomerava nas décadas de 1980 e 90 e passou por locais frequentados por diferentes tribos, como o Lola, o Bar João, o Ocidente, a Lancheria do Parque, o Bar Luar Luar e os cinemas Baltimore e Bristol.

## Limites atuais

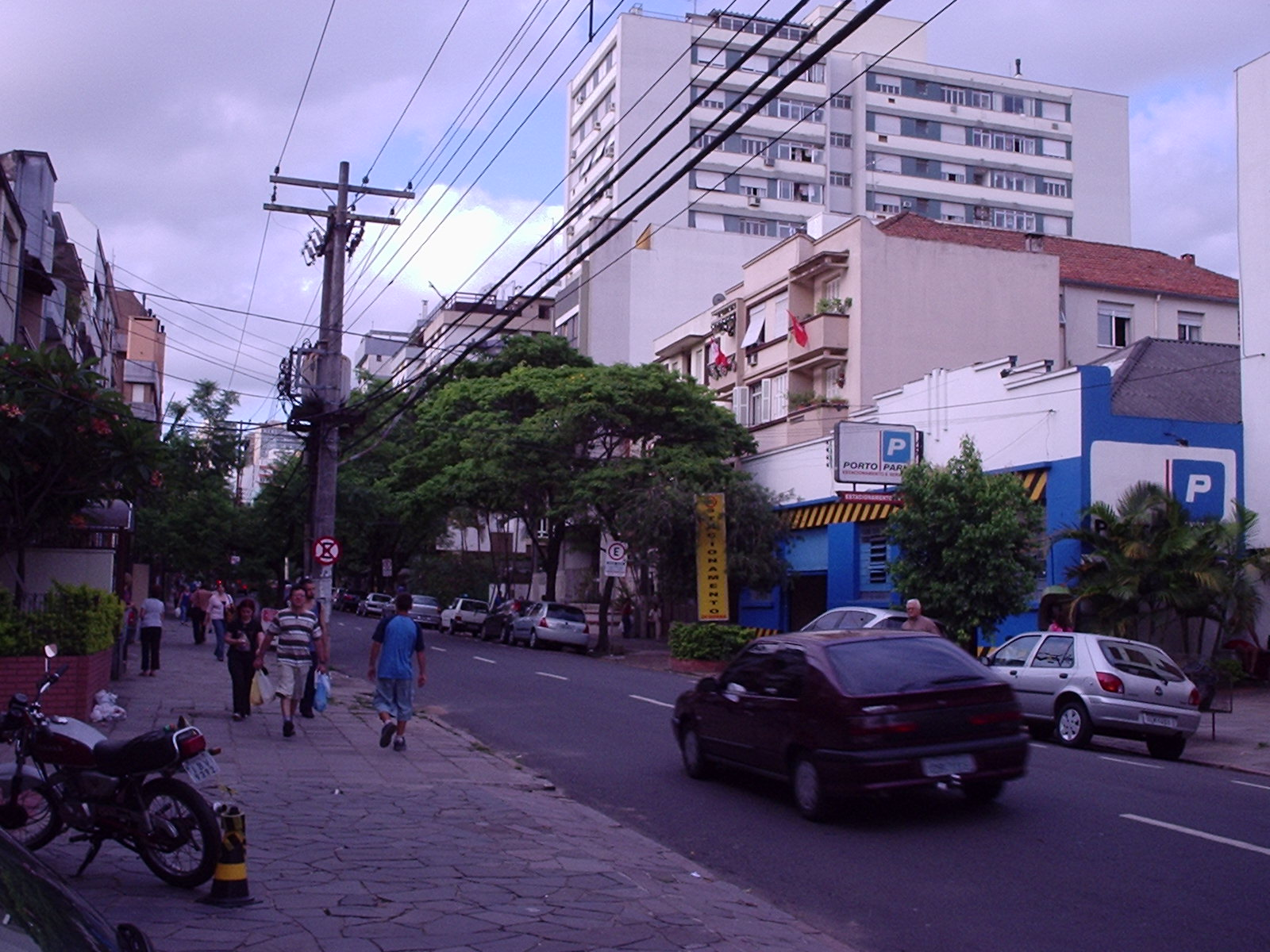
Rua Felipe Camarão

Ponto inicial e final: encontro da Avenida Osvaldo Aranha com a Rua Sarmento Leite; desse ponto segue pela Rua Sarmento Leite até a Rua Irmão José Otão, por essa até o encontro com a Rua Barros Cassal; desse ponto segue por uma linha reta e imaginária, no sentido leste, até o encontro da Rua Fernandes Vieira com a Rua Castro Alves, por essa até a Rua Ramiro Barcelos, por essa até a Avenida Osvaldo Aranha, por essa até a Rua Sarmento Leite, ponto inicial.
Assim sendo, atualmente, o Parque Farroupilha, o Brique da Redenção, o Instituto de Educação General Flores da Cunha, o Hospital de Pronto Socorro, a Praça Dom Sebastião e a Igreja Santa Teresinha não se encontram dentro dos limites territoriais do bairro Bom Fim, mas sim dentro do bairro Farroupilha. 
Seus bairros vizinhos são: Centro Histórico, Farroupilha, Independência e Rio Branco.

## Lei dos limites de bairros- proposta 2015-2016
No fim do ano de 2015, as propostas com as emendas foram aprovadas pela câmara de vereadores de Porto Alegre. Quanto aos limites do bairro Bom Fim, a linha imaginária que faz o limite com o Bairro Independência foi mantida. A alteração mais notável ocorreu no limite com o bairro Rio Branco, que passou a ser a Rua Ramiro Barcelos.

## Moradores ilustres
- André Damasceno, humorista;
- Charles Master, músico (TNT);
- Flávio Basso, músico (TNT; Os Cascavelletes; Júpiter Maçã);
- Gustavo Brauner, autor (Tormenta, 3D&T, Mega City, Eldenurin) e editor (revista DragonSlayer, Editora Jambô);
- Moacyr Scliar, escritor;
- Nei Lisboa, músico;
- Nico Nicolaiewsky, músico e ator;
- Frank Jorge, músico (Os Cascavelletes; Graforréia Xilarmônica);
- Renato Borghetti, músico